# Xã Reeder, Michigan
Xã Reeder (tiếng Anh: Reeder Township) là một xã thuộc quận Missaukee, tiểu bang Michigan, Hoa Kỳ. Năm 2010, dân số của xã này là 1.128 người.